# Бендорф (Франция)
Бендорф (фр. Bendorf) — коммуна на северо-востоке Франции в регионе Гранд-Эст (бывший Эльзас — Шампань — Арденны — Лотарингия), департамент Верхний Рейн, округ Альткирш, кантон Альткирш.
Площадь коммуны — 7,55 км², население — 227 человек (2006) с тенденцией к стабилизации: 223 человека (2012), плотность населения — 29,5 чел/км².

## Население
Население коммуны в 2011 году составляло 228 человек, а в 2012 году — 223 человека.
| 1962 | 1968 | 1975 | 1982 | 1990 | 1999 | 2004 | 2006 | 2009 | 2011 | 2012 |
| ---- | ---- | ---- | ---- | ---- | ---- | ---- | ---- | ---- | ---- | ---- |
| 147  | 149  | 142  | 176  | 202  | 202  | 225  | 227  | 231  | 228  | 223  |

Динамика населения:

## Экономика
В 2010 году из 151 человек трудоспособного возраста (от 15 до 64 лет) 113 были экономически активными, 38 — неактивными (показатель активности 74,8 %, в 1999 году — 69,5 %). Из 113 активных трудоспособных жителей работали 108 человек (62 мужчины и 46 женщин), 5 числились безработными (двое мужчин и 3 женщины). Среди 38 трудоспособных неактивных граждан 8 были учениками либо студентами, 15 — пенсионерами, а ещё 15 — были неактивны в силу других причин.
На протяжении 2011 года в коммуне числилось 90 облагаемых налогом домохозяйств, в которых проживало 237 человек. При этом медиана доходов составила 26215 евро на одного налогоплательщика.

## Достопримечательности (фотогалерея)

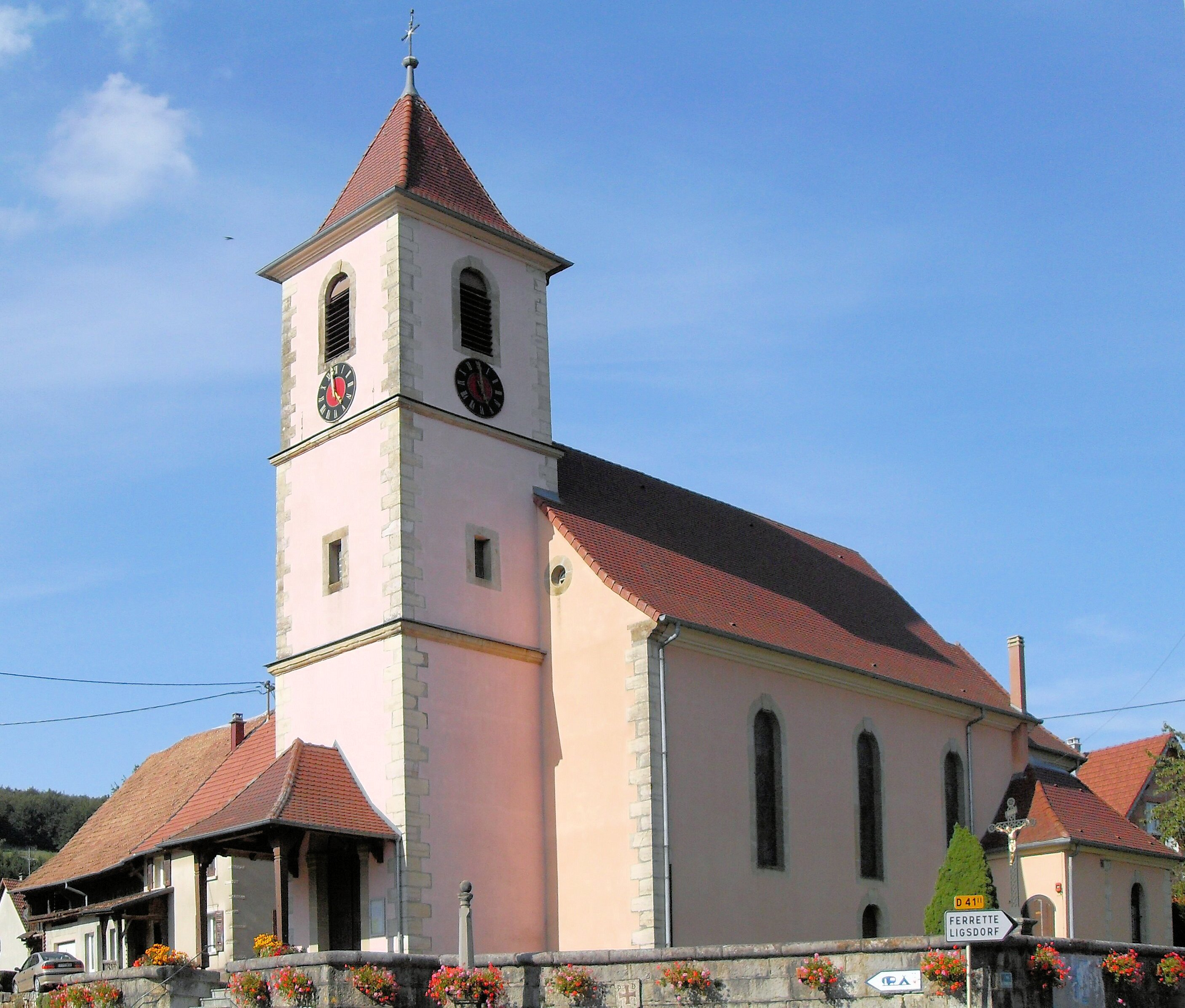
Церковь
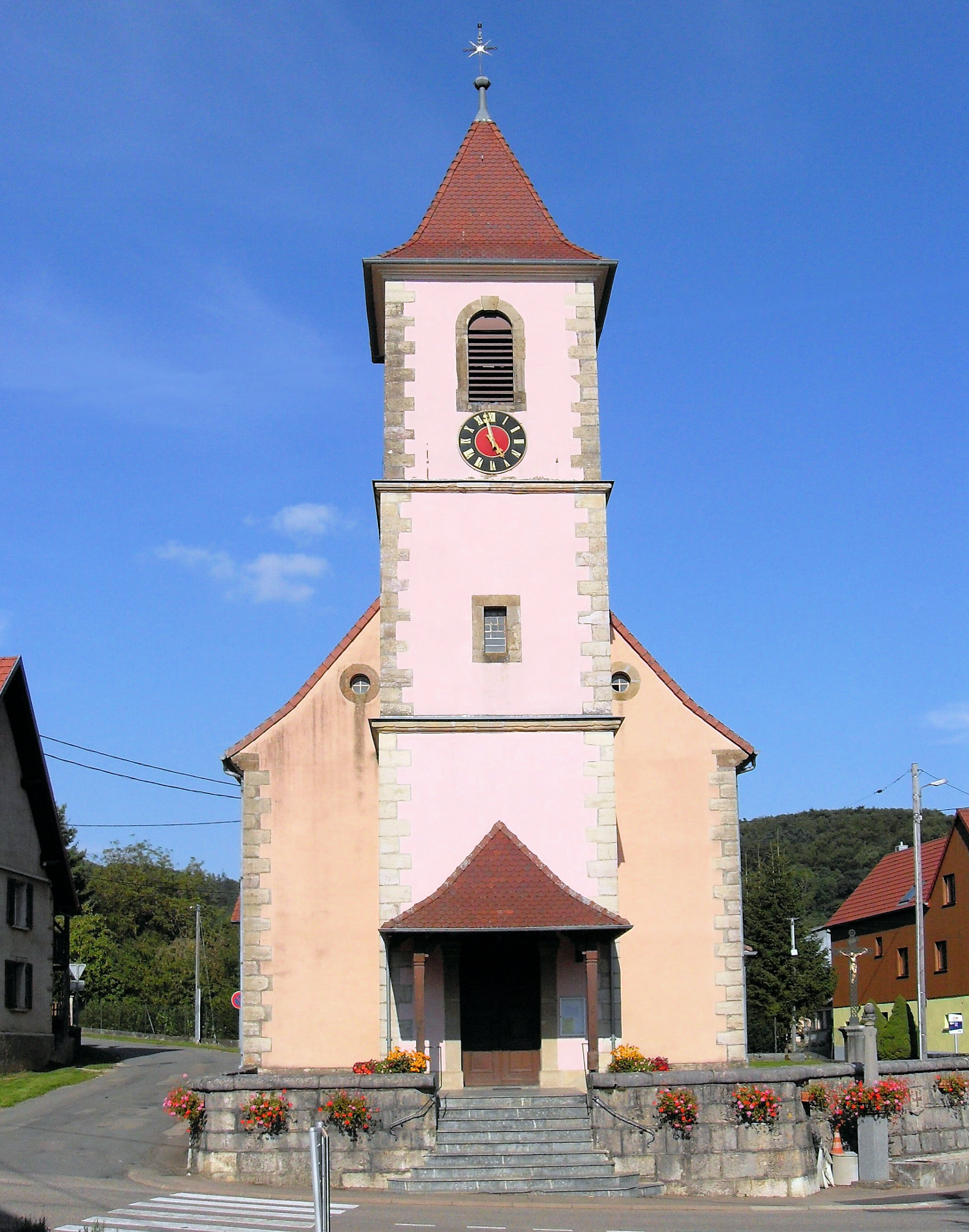
Колокольня с часами